# Ла-Кальсада-де-Бехар
Ла-Кальсада-де-Бехар (ісп. La Calzada de Béjar) — муніципалітет в Іспанії, у складі автономної спільноти Кастилія-і-Леон, у провінції Саламанка. Населення — 100 осіб (2010).
Муніципалітет розташований на відстані близько 180 км на захід від Мадрида, 65 км на південь від Саламанки.

## Демографія
Динаміка населення (INE ):